# Schwarzenhagen
Schwarzenhagen war ein Ortsteil der Gemeinde Rochau im Landkreis Stendal in der preußischen Provinz Sachsen.

## Geografie
Das frühere Schwarzenhagen ist heute der östliche der Teil des Dorfes Rochau, unter anderem die Straßen Eichenweg, Schwarzer Weg, Mühlenstraße und der östliche Teil der Breiten Straße.
Die ehemalige Landgemeinde Schwarzenhagen lag neun Kilometer südlich von Osterburg und 17 Kilometer nordwestlich von Stendal in der Altmark.

## Geschichte
Die erste Erwähnung des Ortes stammt aus dem Jahre 1343 als Swartzerhage, als Markgraf Ludwig Hebungen und Grundstücke im Ort zur Stiftung eines Altares in einer Kirche in Stendal vereignete. Im Landbuch der Mark Brandenburg von 1375 wird das Dorf als Swarthenhagen aufgeführt, mehrere Stendaler Bürger hatten dort Einkommen. 1448 hatte die Komturei in Werben in Swartenhagen Einkünfte. Weitere Nennungen sind 1540 Schwartzenhagen und 1687 Schwartzenhagen. 1804 heißt das Dorf Schwarzenhagen und hatte eine Windmühle.
Der Ortsname Schwarzenhagen kam nach dem Zusammenschluss mit Rochau im Jahre 1935 außer Gebrauch. Nur die Straße „Schwarzer Weg“ erinnert heute noch an Schwarzenhagen.

### Eingemeindungen
Am 1. April 1935 erfolgte der Zusammenschluss der Landgemeinden Rochau und Schwarzenhagen aus dem Landkreis Stendal zu einer neuen Landgemeinde „Rochau“.

### Wüstung Wittenhagen mit Kapelle
Im Visitationsabschied von 1540 heißt es unter Schwarzenhagen: „Hat keine sonderliche Kirche, sondern allein eine Kapelle“. 1551 und 1578: „Diese heißt Wittenhagen“. Im Jahre 1720 hieß es zu Schwarzenhagen: „Dort war vor dem dreißigjährigen Krieg auch eine Kirche, davon aber kaum einige rudera übrig“. 1794 waren „Heldenbetten“ (Hünenbetten) vorhanden, der Hümpelberg wurde beackert. Johann Ernst Fabri schreibt 1797 von Schwarzenhagen „südöstlich an der Hesewig- und Groß-Schwechteschen Gränze ist die wüste Feldmark Weissenhagen. Noch sind von der Kirche Rudera vorhanden… Hin und wieder findet man auf der hiesigen Feldmark einige Heldenbetten.“ Wilhelm Zahn schreibt 1909 über die Wüstung Wittenhagen, sie „liegt 1,7 Kilometer östlich von Schwarzenhagen auf der Feldmark dieses Dorfes. Die nördlich und nordöstlich anstoßende Flur heißt das Heidfeld“.

### Einwohnerentwicklung
| Jahr | Einwohner |
| ---- | --------- |
| 1734 | 067       |
| 1772 | 084       |
| 1790 | 072       |
| 1798 | 091       |
| 1801 | 104       |

| Jahr | Einwohner |
| ---- | --------- |
| 1818 | 067       |
| 1840 | 102       |
| 1864 | 101       |
| 1871 | 102       |
| 1885 | 094       |

| Jahr | Einwohner |
| ---- | --------- |
| 1892 | [0]112    |
| 1895 | 137       |
| 1900 | [0]124    |
| 1905 | 150       |
| 1910 | [0]150    |

| Jahr | Einwohner |
| ---- | --------- |
| 1925 | 148       |

Quelle wenn nicht angegeben:

## Religion
Die evangelischen Christen aus Schwarzenhagen gehörten zur Kirchengemeinde und Pfarrei Rochau in der Altmark.